# Marat Safin
Marat Mubinovitj Safin (ryska: Марат Мубинович Сафин; tatariska: Марат Мөбин улы Сафин: Marat Möbin uly Safin), född 27 januari 1980 i Moskva, Sovietunionen, är en rysk före detta professionell tennisspelare. Han är högerhänt och har tränats av bland annat Peter Lundgren, Aleksandr Volkov och Mats Wilander. Den 20 november 2000 uppnådde han sin högsta ATP-ranking på plats nummer ett.
Safin, som blev professionell 1997, vann US Open 2000 och under nio veckor det året innehade han förstaplatsen på ATP-rankingen. I januari 2005 vann han Australiska öppna. 
Säsongerna 2002 och 2006 vann han Davis Cup med Ryssland. Marat Safin avslutade sin tenniskarriär efter säsongen 2009.

## Familj
Safin är bror till den kvinnliga tennisspelaren Dinara Safina. De är etniska tatarer. Modern Rauza Islanova är en framgångsrik tenniscoach och tidigare spelare.

## Grand Slam-finaler, singel (4)
| Resultat | År   | Mästerskap        | Finalmotståndare | Setsiffror              |
| -------- | ---- | ----------------- | ---------------- | ----------------------- |
| Vinst    | 2000 | US Open           | Pete Sampras     | 6-4, 6-3, 6-3           |
| Förlust  | 2002 | Australiska öppna | Thomas Johansson | 6-3, 4-6, 4-6, 6-7(7–4) |
| Förlust  | 2004 | Australiska öppna | Roger Federer    | 6-7(7–3), 4-6, 2-6      |
| Vinst    | 2005 | Australiska öppna | Lleyton Hewitt   | 1-6, 6-3, 6-4, 6-4      |

## Övriga ATP-titlar

### Singel (13)
- 1999 - Boston (US Pro)
- 2000 - Barcelona, Mallorca, Toronto, Tasjkent, St.Petersburg, Paris
- 2001 - Tasjkent, St. Petersburg
- 2002 - Paris
- 2004 - Peking, Madrid, Paris

### Dubbel (2)
- 2001 - Gstaad (med Roger Federer)
- 2007 - Moskva (med Dmitrij Tursunov)